# Niksar
Niksar, la antigua Neocesarea, es una ciudad localizada en Tokat (Turquía). 
Ha sido colonizada por varios imperios a través de los siglos, y fue una vez la ciudad capital de la provincia de Tokat. A 350 metros de altitud, y con un clima templado, Niksar es conocida como "Çukurova de Anatolia Norte" debido a su producción de cualquier tipo de fruta y vegetal excepto las frutas cítricas. Su área es de 955 km² y posee una población de 90,000 habitantes, teniendo una densidad de 95 habitantes cada km². Antiguamente se le conocía como Νεοκαισάρεια (Neocesarea).